# Jean-Jacques Deluz
Pour les articles homonymes, voir Deluz.
Jean-Jacques Deluz, né le 8 avril 1930 à Lausanne et décédé le 30 avril 2009 à Alger, est un architecte et urbaniste suisse. Installé à Alger en 1956, il y a vécu et travaillé jusqu'à sa mort.
Par son œuvre, il est l'une des figures les plus importantes de l'architecture moderne algérienne.

## Biographie
Jean-Jacques Deluz, né le 8 avril 1930 à Lausanne, débarque presque par hasard à Alger au milieu des années 50. Dès son arrivée en 1956, le jeune architecte suisse intègre le bureau des architectes Alexis Daure et Henry Béri, avant de collaborer en urbanisme avec Gérald Hanning à l'Agence du plan d'Alger, dont il prend la direction en 1959.
Doté d’une solide formation et d’une présence affirmée au sein de l’élite moderniste algéroise, aux côtés de Louis Miquel, Marc Emery, Roland Simounet et d'autres figures de l'architecture, il ouvre son propre bureau d’architecte après l’indépendance. En 1964, il commence une carrière d'enseignant qui durera jusqu'en 1988, formant ainsi des générations d’étudiants à l’architecture classique et moderne, tout en leur transmettant une vision aiguisée de la ville.
Parmi ses réalisations, on compte l’extension de l’École Polytechnique d'Architecture et d'Urbanisme et plus tard le projet de ville nouvelle de Sidi Abdellah, qui restera très cher à son cœur.
L’école d’Architecture d’Alger est à l’origine un projet conçu par l’architecte Oscar Niemeyer. Située dans la commune d’El-Harrach, à l’est d’Alger, l’école vient renforcer le pôle universitaire déjà établi, qui comprend l’Institut national d’Agriculture, l’École vétérinaire, l’École polytechnique et une cité universitaire. Pour répondre au nombre toujours croissant d’étudiants, dans les années 1980, on confie à l’architecte-enseignant Jean-Jacques Deluz le projet d’extension de l’école d’Architecture. Tout en respectant la continuité du tracé de l’ensemble, Deluz optimise l’espace et le coût du projet en opposant aux volumes longilignes et fluides, conçus par l’architecte brésilien, la rigueur d’une trame et en superposant des volumes cubiques simples qui obéissent une vision rationaliste.
Alger, véritable fil conducteur de sa vie, devient l'objet de ses écrits. Il lui consacre deux ouvrages majeurs : L'urbanisme Et L'Architecture D'Alger (1988) et Alger Chronique Urbaine (2001). Dans l’introduction de ce dernier, il écrit : « J’ai vécu à Alger. Chaque endroit de la ville porte en lui des souvenirs... Je ne peux dissocier ma manière de ressentir la ville des petits événements de ma vie. ».
Fidèle à son credo humaniste, il écrit : « Dans les conditions décourageantes, rien n’est plus urgent pour l’homme que la poésie. ». Les derniers mois, il corrigeait sans relâche les épreuves de son ouvrage à paraître, Le Tout Et Le Fragment, rassemblant ses écrits professionnels depuis son arrivée à Alger.
Jean-Jacques Deluz s’éteint le jeudi 30 avril 2009 à l’Hôpital militaire de Aïn Naâdja et est inhumé le 2 mai 2009 au cimetière d'El Alia à Alger.

## Réalisations
- 1956 – 58 : Groupe scolaire de 24 classes à la cité La Concorde à Birmandreis à Alger, en collaboration les avec architectes Alexis Daure et Henry Béri.
- Hammam à la cité La Montagne à Alger, en collaboration les avec architectes Alexis Daure et Henry Béri.
- 1965 : Hôtel des Postes à Touggourt.

- 1973 : Cinéma avec scène polyvalente à Ras El Aioun. Restaurant Ali Bab au Chenoua; transformation d’une villa abandonnée; aménagement de terrasses et de jardins.
- 1974-87 : Extension de I’École Polytechnique d'Architecture et d'Urbanisme (EPAU), à El Harrach. 1ère tranche réalisée par Oscar Niemeyer.
- 1999 : Quartier de Sidi Bennour à la ville nouvelle de Sidi Abdellah : Salle de prière.
- 2005 : Centre pédagogique à Rouïba du Croissant-Rouge Algérien, avec la collaboration de Karim Boukhenfouf.
- 2006 : Ecole de 12 classes au quartier de Sidi Bennour, ville nouvelle de Sidi Abdellah, avec la collaboration de Karim Boukhenfouf.

## Publications
- L'Urbanisme Et L'Architecture d'Alger, Editions Pierre Mardaga, 1988
- Alger Chronique Urbaine, Editions Bouchène, 2001[6].
- Le Tout Et Le Fragment, Editions Barzakh, 2010.